# 岩瀬湯本温泉
岩瀬湯本温泉（いわせゆもとおんせん）は、福島県岩瀬郡天栄村（旧国陸奥国、明治以降は岩代国）にある温泉。

## 泉質
- 含土類石膏食塩泉

## 温泉街
2軒の旅館が存在する。
共同浴場と足湯がある（画像中央）が共同浴場は地元住民用である。しかし、旅館で宿泊すれば、共同浴場も利用できる。
日本各地に存在する「湯本温泉」とともに「ゆもと湯けむり5名湯」というスタンプラリーを定期的に開催している。参加している温泉地は岩瀬湯本温泉の他に、ニセコ湯本温泉、岩手湯本温泉（湯田温泉峡湯本温泉）、いわき湯本温泉、長門湯本温泉である。

## 歴史
開湯は9世紀であるとされる。開湯伝説では、嵯峨天皇の病気治癒を目的とした温泉調査の際に発見されたといわれる。

## アクセス
- 公共交通:JR東北本線 鏡石駅より福島交通の路線バスで約90分（ダイヤ注意）
- 自動車:東北自動車道須賀川ICより約40分。

## 周辺
- 二岐温泉
- 羽鳥湖温泉
- ブリティッシュヒルズ